# Condado de Jackson (Missouri)
O Condado de Jackson (em inglês:  Jackson County) é um dos 114 condados do estado americano do Missouri. É o único condado do Missouri que possui duas sedes administrativas:   a sede original Independence, e a sede secundária Kansas City, a maior cidade do condado. Kansas City, no entanto, é o centro de governo do condado. 
O condado foi fundado em 15 de dezembro de 1826.
O condado possui uma área de 1 596 km², dos quais 1 565 km² estão cobertos por terra e 30 km² por água, uma população de 674 158 habitantes, e uma densidade populacional de 430,6 hab/km² (segundo o censo nacional de 2010). É o segundo condado mais populoso do Missouri.